# ゴンパック川
ゴンパック川（Gombak River）は、マレーシアのクアラルンプールとスランゴール州を流れる河川で、クラン川の支流である。
クアラルンプール市内、マスジッド・ジャメ付近にあるクラン川との合流地点は、「泥の交わる地点」を意味するクアラルンプールの語源となった由緒ある地点である。